# Glazerjeva nagrada
Glazerjeva nagrada je visoko priznanje za dosežke na področju umetnosti in kulture, ki ga od leta 1987 podeljuje Mestna občina Maribor. Vsako leto se podeli do ena Glazerjeva nagrada za življenjsko delo, do tri Glazerjeve listine za dosežke preteklih dveh let, ter vsaka tri leta do eno Glazerjevo priznanje za posebej uspešno organizacijsko delo na področju kulture. Nagrada je poimenovana  po slovenskem pesniku Janku Glazerju in je denarna nagrada. Obsega področja književnosti, uprizoritvene, glasbene ter likovne umetnosti, audiovizualnega in sodobnega medijskega ustvarjanja, arhitekture ter oblikovanja in dela na področju kulturne dediščine. Prejmejo jo ustvarjalci, ki pomembno oblikujejo umetniško in kulturno podobo Maribora oziroma so se z odličnostjo uveljavili v Sloveniji ter tujini. Končne odločitve na predlog sedmih strokovnih komisij sprejme Odbor za podelitev Glazerjeve nagrade.

## Prejemniki
1987
- Sergej Vrišer, za življenjsko delo
- Emil Baronik, listina
- Tone Partljič, listina
- Anica (Ana) Veble, listina

1988
- Oton Polak, za življenjsko delo
- Nada Gaborovič, listina
- Anton Lešnik, listina
- Jože Mlinarič, listina
- mag. Stane Jurgec, Glazerjeva listina

1989
- Bruno Hartman, za življenjsko delo
- France Forstnerič, listina
- Stane Jurgec, listina
- Minu Kjuder, listina

1990
- Gabrijel Kolbič, za življenjsko delo
- Vlasta Hegedušič, listina
- Zmago Jeraj, listina
- Žarko Petan in Jože Pogačnik, listina

1991
- Rudolf Kotnik, za življenjsko delo
- Andrej Brvar, listina
- Tomaž Pandur, listina
- KUD Kobanci – lutkovno gledališče, Kamnica, listina

1992
- Janko Šetinc, za življenjsko delo
- Viktor Gojkovič, listina
- Jože Šubic, listina
- Mariborski oktet, listina

1993
- Milena Muhič, za življenjsko delo
- Dušan Krnjak, listina
- Vili Ravnjak, listina
- Likovna skupina Mi, listina

1994
- Zlata Vokač, za življenjsko delo
- Breda in Tine Varl, listina
- Drama SNG Maribor, listina
- Ženski pevski zbor Rotovž, listina

1995
- Fran Žižek, za življenjsko delo
- Slavko Kočevar Jug, listina
- Jože Kovačič, listina
- Minka Veselič Kološa, listina

1996
- Slavko Kores, za življenjsko delo
- Ksenija Mišić, listina
- Branko Šturbej, listina
- Zorko Simčič in Viktor Šest, listina

1997
- Iko Otrin, za življenjsko delo
- Bogo Čerin, listina
- Erika Vouk, listina

1998
- Ondina Otta Klasinc, za življenjsko delo
- Dragica Kovačič, listina
- Simon Robinson, listina

1999
- France Forstnerič, za življenjsko delo
- Alojz Svete, listina

2000
- France Filipič, za življenjsko delo
- Mitja Čander, listina
- Vlado Novak, listina

2001
- Manica Špendal, za življenjsko delo
- Andrej Brvar, listina
- Alenka Laufer, listina

2002
- Drago Jančar, za življenjsko delo
- Primož Premzl, listina
- Tomaž Svete, listina
- Peter Ternovšek, listina

2003
- Jože Mlinarič, za življenjsko delo
- Bogdan Čobal, listina
- Igor Štromajer, listina
- Revija Otrok in knjiga, listina

2004
- Rado Pavalec, za življenjsko delo
- Anka Krašna, listina
- Brigita Pavlič, listina
- Petra Vidali, listina

2005
- Karolina (Karla) Godič, za življenjsko delo
- Tanja Baronik, listina
- Samuel Grajfoner, listina
- Zdenko Kodrič, listina

2006
- Tone Partljič, za življenjsko delo
- Anton Bogov, listina
- Borut Gombač, listina
- Bojan Labovič, listina

2007
- Žarko Petan, za življenjsko delo
- Peter Boštjančič, listina
- Sergiu Moga, listina
- Janja Vidmar, listina

2008
- Zmago Jeraj, za življenjsko delo
- Edward Clug, listina
- Dragan Potočnik, listina
- Irena Varga, listina

2009
- Meta Gabršek Prosenc, za življenjsko delo
- Jerneja Ferlež, listina
- Karmina Šilec, listina
- Godalni kvartet Feguš, listina

2010
- Emil Baronik, za življenjsko delo
- Milada Kalezić, listina
- Danica Križanič Müller, listina
- Marko Naberšnik, listina

2011
- Stane Jurgec, za življenjsko delo
- Darko Friš, listina
- Luka Šulić, listina
- Matjaž Wenzel, listina

2012
- Peter Ternovšek, za življenjsko delo
- Melita Forstnerič Hajnšek, listina
- Nataša Matjašec Rošker, listina
- Primož Premzl in Branimir Ritonja, listina

2013
- Vlado Novak, za življenjsko delo
- Lidija Gačnik Gombač, Glazerjeva listina    2013
- Alja Predan, Glazerjeva listina 2013
- Jože Šubic, Glazerjeva listina  2013

2014
- Andrej Brvar, Glazerjeva nagrada
- dr. Marija Švajncer, Glazerjeva listina
- Rok Vilčnik, Glazerjeva listina
- Lučka Mlinarič & mag. Zdenka Semlič Rajh & mag. Žiga Oman, Glazerjeva listina

 2015
- Erika Vouk, Glazerjeva nagrada
- Mirjana Koren, Glazerjeva listina
- Marjan Pungartnik, Glazerjeva listina
- mag. Tomaž Kancler in Mateja Katrašnik, Glazerjeva listina

2016
- Milada Kalezić, Glazerjeva nagrada
- Jaki Jurgec, Glazerjeva listina 2016
- Društvo likovnih umetnikov Maribor, Glazerjeva listina
- Konservatorij za glasbo in balet Maribor, Glazerjeva listina

2017
- Vlasta Zorko, Glazerjeva nagrada
- Zora A. Jurič, Glazerjeva listina
- Valentina Turcu, Glazerjeva listina
- Mario Berdič Codella, Glazerjeva listina

2018
- Ludvik Pandur, Glazerjeva nagrada
- Sabina Cvilak, Glazerjeva listina
- Vladimir Vlaškalić, Glazerjeva listina
- Vito Žuraj, Glazerjeva listina

2019
- Bogdan Čobal, Glazerjeva nagrada
- Manica Klenovšek Musil, Glazerjeva listina
- Petra Kolmančič, Glazerjeva listina
- Simon Krečič, Glazerjeva listina

2020
- Breda in Tine Varl, Glazerjeva nagrada
- Miran Mišo Hochstätter, Glazerjeva listina
- Matjaž Ivanišin, Glazerjeva listina
- Orlando Uršič, Glazerjeva listina

2021
- Edi Dežman, Glazerjeva nagrada
- Daniela Kocmut, Glazerjeva listina
- Metka Kavčič, Glazerjeva listina
- Martin Sušnik, Glazerjeva listina

2022
- Vili Ravnjak, za življenjsko delo
- Alenka Zupan, listina
- Boris Kolar, listina
- Mateja Pucko, listina

##### 2023
- Primož Premzl, za življenjsko delo
- Nika Autor, listina
- Marijan Mirt, listina
- David Mišič, listina

2024
- Ida Brišnik Remec, za življenjsko delo
- Uroš Dokl, listina
- Nika Gorič, listina
- Gregor Pratneker, listina

2025
- Anka Krašna, za življenjsko delo
- Avgust Demšar, listina
- Oksana Pečeny, listina
- Jurij Drevenšek, listina